# Сава Маринковић
Сава Маринковић (Београд, 10. јануар 1905—Београд, 4. јун 1991) био је југословенски и српски фудбалер, грађевински инжењер, један од оснивача, функционер и председник ФК Металац Београд.

## Каријера
Каријеру је започео 1921. године у омладинском погону БСК Београд, а за први тим и професионално заиграо је 1927. године, у халф линији заједно са Милорадом Арсенијевићем и Љубишом Ђорђевићем. Једну сезону играо је за француски Монпеље (1931—1932), а након тога за ФК Југославију од 1932. до 1933. године. Фудбал је играо и као војник у Котору, када се теже повредио и зауставио каријеру.
За градску селекцију Београда одиграо је 18 утакмица, 3 за репрезентацију Југославије, за коју је дебитовао 6. маја 1928. године против селекције Румуније (3:1) у Београду. Другу утакмицу за селекцију Југославије одиграо је 27. октобра 1928. године против репрезентације Чехословачке (1:7), у Прагу, а последњу 15. јуна 1930. године против Бугарске (2:2) у Софији.

## Биографија
Маринковић је рођен 10. јануара 1905. године у Београду. Поред тога што се бавио фудбалом, био је грађевински инжењер, а након 1945. године функционер, председник и један од оснивача фудбалског клуба Металац Београд.
Настрадао је 4. јуна 1991. године на Новом Београду, где је прегажен у аутомобилској несрећи, заједно са супругом.